# アパシー ミッドナイト・コレクション
『アパシー ミッドナイト・コレクション』は、同人サークルである七転び八転がりが製作したWindows用同人ゲーム。性格の異なる複数のシナリオが収録されているのが特徴。略称はAMC、MNC、ミッコレなど。本作は継続リリースが見込まれており、vol.1発売後すぐにvol.02の制作が開始された。一応、各個作品は独立したシナリオが収録されており、個々で完結しているが便宜上この項で記す。

## vol.1
- 『アパシー 学校であった怖い話  〜Visual Novel Version〜』に次ぐアパシー・シリーズの同人ゲーム第2弾。本作は下記に述べる3つのシナリオの集合という形態を取り、微妙ではあるが、同じアパシー・シリーズとしてのつながりを持っている。また、ひとつの基本設定を軸としながらも、細かなところでパラレルワールドを多量に展開させておりその結末は多様なものである。
- 都市伝説探偵局に登場したオカルト同好会のメンバー（原画担当：尚親）もゲスト出演しており、2008・シリーズを匂わせている。
- 隠し要素としてEDを迎えることによって、パスワードを入手することができる。これは、そのシナリオにおけるキーワードのようなもので、公式サイトと連動するものとなっている。プレイヤーは隠しページにこれを入力することによって、設定資料や待ち受け画像など、多種多様なオマケを得ることが出来、同時にシナリオの補完も行っている。パスワードの総数は100。要素は順次公開された。
- 膨大な分岐を誇る構成ながらシナリオのフローチャートは存在せず、その全貌の把握・整理は困難を極める。システムデータも無く、達成率はセーブデータ毎に管理されるため、エンディングを迎える度に最初からプレイし直す必要がある（一度入ったルートの開始視点まではショートカットできる）。
- 前作VNV版を関西弁として書き下ろしたシナリオパッチも収録。単なる口調の変化に留まらず、全面的にパロディ化されたギャグシナリオとなっている。

### 恵美ちゃんの殺人クラブ観察日記
鳴神学園1995を冠するアパシー・シリーズ第1弾。かねてより、要望が高かった倉田恵美（女性主人公）版「殺人クラブ」を実現したシナリオであり、残酷表現とユーモアに満ちた内容となっている。
基本ルートからは、大別して10種類のルートへ分岐し、そこから到達する84種類のエンディングに到達する。その約半数が倉田の死で締めくくられる一方、殺人クラブが行動を起こさなかったり、殺人クラブとは無関係のシナリオもある。原画担当は芳ゐ。
2024年7月25日には本シナリオを基にした『アパシー殺人クラブ』がシャノンからSteamで配信される予定である。

#### シナリオ
基本ルートから選択肢に応じて以下の10ルートに分岐する。いずれにも分岐しない場合のエンディングもある。一度でも体験したシナリオはゲーム開始時に直接選択可能。
山本さんと飴玉ばあさん
本筋から外れ、鳴神学園の警備員・山本幸男の視点で飴玉ばあさんの怪異に巻き込まれる番外編的シナリオ。
『送り犬』で条件を満たすと分岐可能。
同人誌執筆
倉田家で坂上、早苗と共に同人誌の執筆を行う。殺人クラブは関わらない。
成りすまし
聞き役でありながら七不思議の集会に遅れた事を誤魔化そうと、倉田は嗟に七人目の語り部を名乗る。
坂上視点七不思議の集会
倉田に言いくるめられた坂上は代わりに七不思議の集会に参加する。
分岐は無く、『学校であった怖い話』本編へ続くエンディングのみ。
倉田家襲撃
深夜、殺人クラブのメンバーが倉田家を襲撃する。両親を人質に取られた倉田は日の出までに彼らの仕掛けたゲームに勝利しなければならない。
本家「殺人クラブ」を踏襲したシナリオで、制限時間付きの探索アドベンチャーになっている。原作通り順序立ててフラグを回収しないと生還できず、難易度は高い。
倉田視点七不思議の集会
当初の予定通り、七不思議の集会に参加する。
エンディングは『S』の倉田編に続くものと、ギャグ調のものの2種類のみ。
旧校舎埋蔵金
旧校舎の埋蔵金を掘り当てるため、坂上、早苗を言いくるめて探検に向かう。
選択肢は一つのみで、そこからそれぞれのエンディングに分岐する。
新語り部
倉田は新たな語り部を集め、旧語り部達に怪談勝負を挑む。
本家『学校であった怖い話』を自虐的にセルフパロディ化したようなシナリオ。語り部を選択した順番で結末が変わる。
付き添い
七不思議の集会に参加した倉田だったが、実は殺人クラブのメンバーであった彼らに命を狙われてしまい、一人で、或いは付き添いの相手と共に校内を必死に逃げる。
冒頭の選択肢により、倉田が一人で行くか、早苗と二人で行くか、坂上と早苗の三人で行くかが分岐し、更に続く心理テストで変化する二人との相性の良し悪しで展開が変わる。但し、心理テストの結果次第では倉田家襲撃ルートに移行する。
人間狩り
殺人クラブはメンバー間のバトル形式で、一人ずつ順番に倉田の殺害を目論む。このシナリオは倉田ではなく殺人クラブのメンバーの視点となる。
シナリオ選択を経由せずに冒頭で特定の選択肢を選ばない限り、必ず最初の細田が倉田を殺す結末を迎える。また、70種類以上のエンディングを迎えると、あるエンディングに分岐が可能になる。

### 送り犬
『四八（仮）』に使用する予定であったが、諸事情によりお蔵入りとなったシナリオ。送り犬の伝承をモチーフとしたシナリオで、1人の女子大生を中心に物語が進行する。ゲーム化に先駆けて、ED1に当たる部分が小説化されており、本作においてはそれを基本ルートとして、多量の分岐を加筆されての発表となった。大別すると基本ルート「送り犬編」から「会いたい人編」「ここ掘れワンワン編」「ポメラニアンのシャルル編」「山本幸男の警備日誌編」「オカルト同好会編」の5種類のルートに分岐し、そこから到達するED数は32種類。原画担当は怪聞堂（御前伶咲）。基本ルートは送り犬と主人公にまつわる話だが、それ以外では送り犬そのものが全く関わらないまま終わるルートも存在する。
恵美ちゃんの殺人クラブ観察日記と一部リンクするシナリオも存在し、登場人物の設定と合わせ、本シナリオはアパシー・シリーズに組み込まれる形となった。あるルートでは台詞のみだが舞台設定の2008年時点の坂上と倉田が登場する。
2009年にiアプリに移植された。アプリ版には「真相解明編」「オクリーヌ編」「愛の放浪者編」の3つのルートが追加されており、ED数が42種類に増えた。但し、『アパシー 鳴神学園都市伝説探偵局』とのコラボシナリオであった「オカルト同好会編」のみ削除されている。
飯島の中では送り犬にまつわる物語はオリジナルの根幹ルート「送り犬編」で完結しており、真相についてはプレイヤーの想像に委ねたつもりだった。しかしアプリ版の発売元より真相を明かす事を依頼された為、「真相解明編」が追加された。執筆自体は別の文筆家が担当しており、飯島自身の手によるものではない。
また、kindleで小説版も発売されている。
あらすじ
基本ルート
北聖大学に通う財部美穂は、毎日切手のない封筒を送り付けられており、ストーカーだと思って怖がっていた。ある日、彼女は友人の誘いで合コンに行き、とある青年と出会う。この青年は、彼女しか知らないはずの八ヶ岳に住む妖怪・送り犬の昔話を知っていた。

#### Nintendo Switch版
グラフィックやインターフェースを一新し、新シナリオを加えたリメイク作。2018年7月12日にNintendo Switch用ソフトとしてメビウスより配信開始された。
キャラクターデザインはオリジナル版同様に怪聞堂。新シナリオも飯島が担当している。テキストは『学校であった怖い話』同様に縦書きの表示形式となった。クイックセーブが導入された他、選択肢中でもセーブ可能、システムデータ導入により一回のプレイで複数のエンディング回収が可能など、利便性も向上している。一方、オリジナル版に存在したムービーやイベントCGは収録されていない。また、性的な言葉はぼかした表現に変更されている（性行為を暗示するシーンはそのまま）。
シナリオは「白井まどかの話編」「山崎剛史の話編」が追加され、同人版の「オカルト同好会編」、アプリ版の「オクリーヌ編」「愛の放浪者編」は削除された。「真相解明編」は「送り犬 真相編」として収録されている。また、「山本幸男の警備日誌編」にEDが一つ追加されている。追加シナリオは分岐が無いため、総ED数は35種類でアプリ版からは減っている。
開発
メビウスが当初リメイクを希望していたのは『恵美ちゃんの殺人クラブ観察日記』だったが、分量が『送り犬』の三倍以上且つ、コンシューマーでは不可能な表現が満載だったため実現しなかった。そこで、怪聞堂がkindle版『送り犬』の表紙を書き下ろしていた縁から本作がリメイクされる運びとなった。飯島は、それぞれのシナリオの進行度が相互に影響しあうというシステムを持つ『AMC Vol.1』において、どう改変してくるのかと思ったらほとんどそのまま出してきて驚いたと2018年のインタビューの中で明かしている。
当初はKindle版『送り犬』に、飯島による新規シナリオ2本を追加して分岐扱いにする予定だったが、発表したとたんに大きな反響が寄せられたことから、新作アドベンチャーゲームを1本作るつもりで意気込んだと、メビウスゼネラルマネージャーの喜多村明夫は2018年のインタビューの中で説明している。同様の理由から専用のアドベンチャーゲームエンジンも作られることとなり、これが開発期間が長期化した一番の原因であると喜多村は話している。

### 柱の傷
ED数は1種類。原画担当は日丸屋秀和。
このシナリオはゲームエンジンが他2本とは別であり、達成度・パスワード等の仕組みとは切り離されている。演出も担当した日丸屋の個性を活かすため、シナリオにはある工夫がされている。その演出の一例として、主人公兄妹を除いて、登場人物達に名前が一切付けられておらず、職業のみで表記されていることが挙げられる。
あらすじ
北聖大学に通う志垣泰成は、ある事情により家族と離れて暮らさざるを得なかったものの、手元の予算は諸経費込みで10万円しかなかった。不動産屋からの提案で彼は家賃2万円のボロアパートを借りる。このアパートの1階はすべて開かずの間であり、泰成以外に住んでいるのは隣の部屋の不気味な老婆だけだった。

### スタッフ
- 原作・監督：飯島多紀哉
- シナリオ：飯島多紀哉・かなやみなこ・季田依子・ジュライ夏子
  - 関西版変更パッチ：ジュライ夏子
- 原画/グラフィック：芳ゐ・怪聞堂・日丸屋秀和・尚親・両角潤香・みずなともみ
- プログラム：吉野光祐、れみ
- 音楽：body
- 動画：七薙
- 演出・デバッグ/制作・著作：七転び八転がり
  - 「柱の傷」美術・演出：日丸屋秀和

### 評価
「4Gamer.net」のgingerは、さすが飯島と言えるほど完成度が高く、テキストアドベンチャーやホラーが好きな人にはお勧めだとしており、たくさんのエンディングによって読みごたえは十分だとしている。その一方、gingerは「柱の傷」の惜しい点として選択肢がないことを挙げているほか、複数の謎が明かされていないので、いつか何らかの形で補完されることを期待したいと述べている。

## vol.02
『レンタル家族』に次ぐアパシー・シリーズの同人ゲーム作品では5作目となる作品。本作には下記2つのシナリオ及びミニゲームが収録されている。

### 鬼哭ノ章
『アパシー 学校であった怖い話1995 〜Visual Novel Version〜』を冠する同人ゲームでは3作目となるシナリオ。従来と同じく選択肢なしのヴィジュアルノベル形式を採用しており、定められた順番で語り部達の話を読み進めていく。
『新装版』と同じフォーマットを採用しており、表記は横書き。原画担当は両角潤香。

### Apathy 鳴神学園都市伝説探偵局
『Apathy アパシー 〜鳴神学園都市伝説探偵局〜』に引き続き、主に2007年度のオカルト同好会を主役に据えたシナリオ。今回は主に賽臥隆恭以外のオカルト同好会部員の視点で話が展開するため、やや外伝寄りとなっている。ED数は10種類。
こちらは『AMC vol.1』風のフォーマットを採用している。原画担当は尚親。

### ミニゲーム
本作には隠し要素としてウィザードリィを髣髴とさせる、古きよき時代のRPG形式ミニゲームが収録されている。
オカルト同好会のメンバーがとある屋敷に隠された3Dダンジョンを探索し、アパシー・シリーズの登場人物をモチーフとしたモンスターを倒しつつ、レンタル家族の登場人物の助けを借りて、最深部を目指す。
また、同好会が探索するダンジョンは当初は隠されている達成率ビューアーを購入したり、達成率を上げるためのヒントが隠されていたりと本編を進めるに当たってのヒントが満載されており、ご褒美要素とも大きく関わっている。

### スタッフ
- 原作：飯島多紀哉
- シナリオ：かなやみなこ・季田依子
- キャラクターデザイン：両角潤香・尚親
  - グラフィック：両角潤香・尚親・みずなともみ・めぐる
- プログラム：吉野光祐
- 音楽：sub tonic、body
- 隠しダンジョン製作スタッフ
  - プログラム・シナリオ・ゲームデザイン・監督：吉野光祐

## 関連商品
送り犬
A5サイズ、20ページ。
アパシーミッドナイトコレクションVOL.01 設定資料集&攻略本
『AMC vol.1』と同時に発刊された攻略及び設定資料集。日丸屋秀和と飯島多紀哉の対談をはじめとして、登場人物の紹介や内面に迫るコーナーなど多数の企画を盛り込んでいる。また、攻略本としても全分岐を網羅。A5サイズ、162ページ。
恵美ちゃんの殺人クラブ観察日記 シナリオ集
『AMC1』の一シナリオ「恵美ちゃんの殺人クラブ観察日記」の全シナリオを収録した同人書籍。演出や効果音指定等の仕様込みであり、飯島多紀哉はゲームシナリオ制作に役立てる活動の一環として、参考書としての目的で発刊した。2008年6月15日発売。A4サイズ、260ページ。
そのため、本書籍の頒布は公式サイトでの通販及びイベントに限られることとなった。また、ソフト及び設定資料集&攻略本並びに本書籍を一つにした『ミッドナイトコレクション』スペシャル・パックも同日に発売された。
学校であった怖い話応援本2
『AMC vol.02』と同時に発刊された同人書籍。『VNV』と同時に発刊された応援本と同じく、ファンブック&アンソロジーとしての体裁を取っており、前回と同じく多数の作家が参加している。また、「センス・オブ・ワンダーvol.4」に収録された『ドラゴンナイツグロリアス』とのコラボ小説「ドラゴンナイツであった怖い話」を再掲。178ページ。寄稿した作家陣は以下の通り。
- 岩田清彦
- たま
- 尚親
- みずなともみ

- アライコウ
- 怪聞堂
- 両角潤香